# Richard Codey
Richard James Codey, född 27 november 1946 i Orange i New Jersey, är en amerikansk demokratisk politiker. Han var New Jerseys guvernör 2004–2006.
Codey blev 1982 invald i New Jersey senat och tillträdde 2002 som talman. Han var tillförordnad guvernör i New Jersey 12 januari–15 januari 2002. Codey efterträdde 2004 Jim McGreevey som New Jerseys guvernör och efterträddes 2006 av Jon Corzine.
Codeys memoarbok Me, Governor? utkom 2011.